# 穆罗斯
穆罗斯（義大利語：Muros），是意大利萨萨里省的一个市镇。总面积11.18平方公里，人口831人，人口密度74.3人/平方公里（2009年）。ISTAT代码为090043。